# Институт по рибарство и аквакултури
Институтът по рибарство и аквакултури в Пловдив е държавен научен институт – изследователски център в областта на сладководното рибовъдство, звено на Селскостопанската академия.

## Исторически бележки
Институтът по рибарство и аквакултури – Пловдив е създаден с Постановление №906 на МС от 24.11.1952 г. под името „Научен рибностопански институт по сладките води“ към Министерството на доставките и хранителната промишленост. След редица структурни промени, от 2007 г. с Постановление №373 от 29.12.2006 г. на МС се обособява неговата самостоятелност в рамките на НЦАН, МЗП, под името Институт по рибарство и аквакултури – Пловдив, с предмет на дейност: „научна, приложна и обслужваща дейност в областта на рибовъдството“. Институтът е водещ изследователски център в областта на сладководното рибовъдство в България. През повече от половинвековното му съществуване, независимо от неговия статут, научните сътрудници са работили в много и различни направления по рибовъдството, ихтиологията, хидробиологията, хидрохимията.

## Области на изследвания
Основните направления, които характерезират дейността на Института са следните:
- Интродуция и аклиматизация на ценни стопански видове риби.
- Племенноселекционна и развъдно-подобрителна дейност.
- Поддържане на маточни стада от 9 вида риби и един вид сладководни раци.
- Разработване на научно-производствените параметри на поликултурното отглеждане на риби.
- Интегрирано и органично рибовъдство.
- Индустриално рибовъдство (отглеждане на риба в садки).
- Повишаване на естествената рибопродуктивност в топловодните водоеми.
- Размножаване и отглеждане на деликатесни видове риби: сом, лин, щука, езерен рак и др.
- Комплексни физико-химични и хидробиологични изследвания на водоеми (басейни и язовири), използвани за рибовъдни цели.
- Характеристика, зависимости и възможности за управление на екологичните параметри в топловоден тип басейни.
- Ефективни фуражи и хранене.
- Разработване и физиологично изпитване на рецептури и гранулирани фуражи за различни видове и възрасти риби, в т.ч. и профилактично лечебни гранули.
- Методи за профилактика и лечение на стопански ценни видове риби.
- Физиология, биохимия и имунология на рибите.

## Приоритетни изследвания
Научноизследователската дейност на Института понастоящем е съобразена със стратегията за развитие на подотрасъла, начертана в Националната програма и планът за действие в областта на рибарството и аквакултурите за периода: 2007 – 2013 година. Тя е насочена към разработване на:
- Комплексни мерки за повишаване на качеството на продуктите от риба и други водни организми.
- Оценка на стопанските качества и репродуктивния потенциал на различните риби и други водни организми.
- Интродукция и аклиматизация на различните хидробионти.
- Усъвършенстване на съществуващи биотехнологии в аквакултурата.
- Разработване на нови схеми за контролирано размножаване с помощта на синтетични хормонални препарати.
- Разнообразяване на продукцията чрез въвеждане на нови видове с добри пазарни перспективи.
- Изпитване на нови лекарствени препарати и разработване на комплексни схеми за профилактика и лечение на най-разпространените заболявания по рибите в България.
- Определяне на трофичността и оценка на естествената рибопродуктивност на вътрешни водоеми, използвани за рибностопанска дейност и др.

## Експериментални бази
Изследователската дейност се провежда в лабораторни условия и в двете експериментални бази на института. Института разполага с пет лаборатории по: хидробиология, хидрохимия, селекция и репродукция, биохимия на месото и фуражите и болести по рибите, 3 бази (една в Пловдив и две в Три водици), с 54 басейна с различна големина от 2 до 140 дка, обхващащи общо 750 дка водна площ и един риболюпилен комплекс за изкуствено размножаване на стопански видове риби. Експерименталните басейни позволяват да се отработят различни технологични елементи на сладководната аквакултура, отглеждане на личинки и зарибителен материал за задоволяване нуждите на фермерите в страната и региона.

## Международни контакти
През последните 10 години в ИРА Пловдив се утвърди като традиция провеждането на всеки две години, на международна научна конференция, отразяваща актуалните проблеми в областта на рибарството и аквакултурата в страната и Европа. От 2004 г. ИРА, Пловдив е член на NACEE (Мрежа от научноизследователски центрове в Централна и Източна Европа). Основната мисия на организацията е да съдейства сферата на изследвания и развитие в областта на рибарството и аквакултурите в Централна и Източна Европа да се интегрира с европейското изследователско пространство. Традиционно е ежегодното му участие в международната изложба AGRA.

## Научен колектив

### Секция „Аквакултури“
Ст.н.с II ст. д-р Т. Хубенова – зам. директор, секретар на научния съвет, завеждащ секция; ст.н.с. д-р Ангел Зайков; сн. с. I ст. д-р Р. Атанасова; н. с. II ст. д-р П. Василева; н. с. III ст. И. Илиев; н.с. III ст. И. Писков.

### Секция „Водна екология“
ст.н. с. II ст. д-р Л. Хаджиниколова – директор на Института, завеждащ секция; н. с. I ст. д-р Л. Николова; н. с. II ст. К. Дочин; н. с. II ст. Д. Терзийски; н. с. II ст. А. Стоева.